# Tipula nobilis
Tipula nobilis är en tvåvingeart som först beskrevs av Friedrich Hermann Loew 1864.  Tipula nobilis ingår i släktet Tipula och familjen storharkrankar. Inga underarter finns listade i Catalogue of Life.